# گرترود کلینووا
گرترود کلینووا (انگلیسی: Gertrude Kleinová؛ ۱۳ اوت ۱۹۱۸ – ۹ آوریل ۱۹۷۶) یک بازیکن تنیس روی میز اهل جمهوری چک بود.
وی در مسابقات کشوری و بین‌المللی در مجموع برنده ۳ مدال طلا شده‌است.